# Monopterus rongsaw
Monopterus rongsaw — вид костистих риб родини злитнозябрових (Synbranchidae) ряду злитнозяброподібних (Synbranchiformes). Описаний у 2018 році.

## Поширення
Вид відомий з єдиного зразка, що виявлений на пагорбах Хасі на північному сході Індії. Рибу виявлено у вологому пухкому ґрунті, під час пошуку черв'яг.

## Опис
Довжина голотипа приблизно 400 мм. Пігментація шкіри відсутня. Має 92 передхвостових та 69 хвостових хребців. Очі дуже крихітні.